# Peter James Muldoon
Peter James Muldoon (* 10. Oktober 1862 in Columbia, Kalifornien, Vereinigte Staaten; † 8. Oktober 1927) war ein US-amerikanischer Geistlicher und römisch-katholischer Bischof von Rockford.

## Leben
Peter James Muldoon empfing am 18. Dezember 1886 das Sakrament der Priesterweihe für das Erzbistum Chicago.
Am 11. Juni 1901 ernannte ihn Papst Leo XIII. zum Titularbischof von Tamasus und zum Weihbischof in Chicago. Der Apostolische Delegat in den Vereinigten Staaten, Sebastiano Kardinal Martinelli, spendete ihm am 25. Juli desselben Jahres die Bischofsweihe. Mitkonsekratoren waren Henry Cosgrove, Bischof von Davenport, und James Ryan, Bischof von Alton.
Papst Pius X. ernannte ihn am 28. September 1908 zum Bischof von Rockford. Die Amtseinführung in Rockford fand am 15. Dezember desselben Jahres statt. Am 22. März 1917 ernannte ihn Papst Benedikt XV. zum Bischof von Monterey-Los Angeles. Er trat dieses Amt jedoch nicht an und blieb bis zu seinem Tod Bischof von Rockford.
Im Jahr 1922 veröffentlichte er unter dem Titel The life of Patrick Augustine Feehan eine Biografie des 1902 gestorbenen Erzbischofs von Chicago.